# 滋賀県保育所一覧
滋賀県保育所一覧（しがけんほいくしょいちらん）は、滋賀県の保育所の一覧。

## 公立保育所

### 大津市
- 大津市立比良保育園
- 大津市立和邇保育園
- 大津市立葛川保育園
- 大津市立伊香立保育園
- 大津市立堅田保育園
- 大津市立天神山保育園
- 大津市立唐崎保育園
- 大津市立ひえい平保育園
- 大津市立皇子が丘保育園
- 大津市立逢坂保育園
- 大津市立朝日が保育園
- 大津市立膳所保育園
- 大津市立晴嵐保育園
- 大津市立大平保育園
- 家庭的保育室かもめ

### 草津市
- 草津市立草津保育所
- 草津市立草津第二保育所
- 草津市立第三保育所
- 草津市立第四保育所
- 草津市立第五保育所
- 草津市立第六保育所

### 守山市
- 守山市立守山保育園
- 守山市立吉身保育園
- 守山市立玉津保育園
- 守山市立浮気保育園
- 守山市立小津保育園
- 守山市立古高保育園

### 栗東市
- 栗東市立金勝第1幼児園
- 栗東市立金勝第2保育園
- 栗東市立葉山保育園（幼児園）
- 栗東市立葉山東保育園（幼児園）
- 栗東市立大橋保育園
- 栗東市立治田保育園
- 栗東市立治田東保育園（幼児園）
- 栗東市立治田西保育園（幼児園）
- 大宝保育園
- 栗東市立大宝西保育園

### 野洲市
- 野洲第一保育園
- 野洲第二保育園
- 野洲第三保育園

### 彦根市
- 彦根市立西保育園
- 彦根市立東保育園
- 彦根市立ふたば保育園

## 私立保育所

### 大津市
- 永興藤尾保育園
- 真野保育園
- 本福寺保育園
- 仰木星の子保育園
- せんだん保育園
- 星の子保育園
- 第二星の子保育園
- 専称寺保育園
- 比叡山坂本保育園
- 真愛保育園
- 風の子保育園
- 松の実保育園
- よいこのもり保育園
- 近松保育園
- 竜が丘保育園
- におの浜保育園
- 茶臼山保育園
- 大津あいあい保育園
- 新石山寺保育園
- 保育の家しょうなん
- 南郷保育園
- 田上保育園
- つくし保育園
- みどり保育園
- 博愛保育園
- ひかり保育園
- 一里山ひかり保育園
- 正休保育園

### 彦根市
- しあわせ保育園
- 城南保育園
- 日夏保育園
- 花田保育園
- 多景保育園
- 旭森保育園
- 鳥居本保育園
- 東山保育園
- 亀山保育園
- 稲枝ふたば保育園
- ことぶき保育園
- みづほ保育園
- ノゾミ保育園
- めぐみ保育園
- るんびにー保育園
- どんぐり保育園
- 森の子保育園
- 旭森乳児保育園
- 彦根乳児保育所

### 草津市
- 草津保育園
- あさひ保育園
- みのり保育園
- 志津保育園
- すぎのこ保育園
- あゆみ保育園
- 草津大谷保育園
- くるみ保育園
- 若草くるみ保育園
- Pure Kids みのり保育園
- ののみち保育園
- NPO法人子どもネットワーク天気村

### 守山市
- ひなぎく保育園
- はすねだ保育園
- カナリヤ保育園
- 若鮎保育園
- 速野カナリヤ保育園
- カナリヤ第二保育園
- 寺田保育園

### 栗東市
- 社会福祉法人こだま保育園　こだま保育園
- 社会福祉法人　和の会　グランマの家保育園
- 社会福祉法人こだま保育園　こだまふれんど保育園
- 社会福祉法人　友愛　治田西カナリヤ第三保育園
- 社会福祉法人こだま保育園　こだま乳児保育園

### 野洲市
- あやめ保育所
- きたの保育園
- しみんふくし滋賀保育の家
- ポポラー滋賀野洲園
- 明照保育園
- 篠原保育園
- 三上保育園

### 東近江市
- びわこ学院大学附属保育園
- 八日市めぐみ保育園
- 延命保育園
- むつみ保育園
- いちのべ保育園
- かすが保育園
- ふたば保育園
- 八宮保育園